# Pogrom de Kielce de 1918

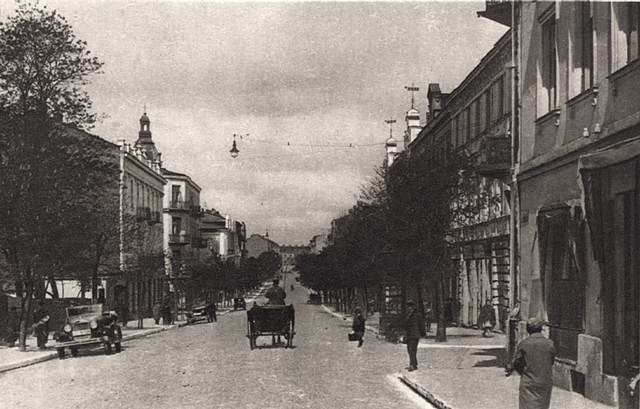
Kielce dans les années 1920, où se trouvait le Théâtre Polonais

Le pogrom de Kielce de 1918 se réfère aux événements survenus le 11 novembre 1918 dans la ville polonaise de Kielce, située dans l'actuelle voïvodie de Sainte-Croix. Selon le rapport de 1919 par Henry Morgenthau Sr., qui a dirigé la mission des États-Unis en Pologne, pendant la lutte de la Pologne pour l'indépendance vers la fin de la Première Guerre mondiale, peu après l'évacuation des troupes austro-hongroises de Kielce par leur commandement militaire, les autorités de la ville ont permis à la communauté juive locale de tenir un rassemblement au Théâtre Polonais. Les participants ont soutenu la demande juive pour une autonomie politique et culturelle. Selon une source américaine, pendant le rassemblement, des discours anti-polonais auraient également été prononcés. Un avocat respecté, M. Frajzyngier, qui a tenté de prononcer une allocution publique en polonais, a été hué. Le public en colère a crié : « Pas de langue polonaise ici ! » Selon Stanisław Białek de la Société Jan Karski, les voix de protestation ont déclenché une rumeur sur le caractère anti-polonais de la réunion. Alors que la réunion se poursuivait, une foule de spectateurs polonais s'est rassemblée devant le théâtre.
À 18h30, la réunion a commencé à se dissoudre, a écrit Morgenthau. Il ne restait plus qu'environ 300 personnes dans l'auditorium. Bientôt, un groupe de soldats est entré dans le théâtre et a commencé à rechercher des armes, forçant les Juifs vers les escaliers, où une double ligne d'extrémistes, certains armés de bâtons et de baïonnettes, ont battu les Juifs alors qu'ils quittaient le bâtiment, selon Morgenthau. À l'extérieur du théâtre, les Juifs ont de nouveau été agressés par la foule. Les maisons et magasins juifs ont été endommagés. Pendant le pogrom, quatre Juifs ont été tués et un grand nombre ont été blessés, a écrit Morgenthau,. « Un certain nombre de civils ont été inculpés pour leur participation à cet excès », mais n'avaient pas été traduits en justice au moment de la rédaction de son rapport,.